# Трефурт
Трефурт (њем. Treffurt) град је у њемачкој савезној држави Тирингија. Једно је од 61 општинског средишта округа Вартбург. Према процјени из 2010. у граду је живјело 5.765 становника. Посједује регионалну шифру (AGS) 16063076.

## Географски и демографски подаци
Трефурт се налази у савезној држави Тирингија у округу Вартбург. Град се налази на надморској висини од 190 метара. Површина општине износи 54,8 km². У самом граду је, према процјени из 2010. године, живјело 5.765 становника. Просјечна густина становништва износи 105 становника/km².